# Fondo sociale europeo Plus
Il Fondo sociale europeo Plus (FSE+) è il principale strumento finanziario con cui l'Unione europea sostiene l'occupazione negli Stati membri e promuove la coesione economica e sociale. Le risorse dell'FSE ammontano al 10% circa del budget comunitario totale.
L'FSE è uno dei fondi strutturali dell'UE, dedicati al miglioramento della coesione sociale e del benessere economico in tutte le regioni dell'Unione europea. I fondi strutturali sono strumenti finanziari redistributivi che sostengono la coesione in Europa concentrando i propri contributi sulle regioni meno sviluppate. L'obiettivo specifico del budget FSE, ovvero sostenere la creazione di nuovi e migliori posti di lavoro nell'UE, viene perseguito cofinanziando progetti nazionali, regionali e locali destinati ad aumentare i livelli di occupazione, la qualità dei posti di lavoro e l'inclusività del mercato del lavoro negli Stati membri e nelle loro regioni.

## Storia
Il Fondo sociale europeo, istituito con il trattato di Roma nel 1957, è il più antico tra i fondi strutturali. Pur continuando a perseguire l'aumento del tasso occupazionale come suo obiettivo di fondo, l'FSE ha adeguato il suo orientamento nel corso degli anni per rispondere alle diverse sfide all'orizzonte. Nei suoi primi anni di vita, infatti, si concentrava sulla migrazione dei lavoratori entro i confini europei, mentre successivamente è passato a combattere la disoccupazione tra i giovani e le persone scarsamente qualificate. Nell'attuale periodo di finanziamento, il 2007-2013, oltre a dare sostegno a coloro che incontrano particolari difficoltà nel trovare lavoro, come le donne, i giovani, gli anziani, gli immigrati e i disabili, la dotazione dell'FSE aiuta le imprese e i lavoratori ad adattarsi al cambiamento sostenendo l'innovazione sul posto di lavoro, l'apprendimento permanente e la mobilità dei lavoratori.

## Il ruolo dell'FSE nelle politiche e nelle strategie dell'UE
La strategia di fondo dell'Unione europea è l'agenda di Lisbona, che entro il 2010 mira a fare dell'Europa l'economia basata sulla conoscenza più dinamica e competitiva al mondo, in grado di coniugare una crescita economica sostenibile (caratterizzata da nuovi e migliori posti di lavoro e da una maggiore coesione sociale) con il rispetto per l'ambiente. Gli obiettivi dell'agenda di Lisbona danno forma alle priorità dell'FSE.
Molti strumenti politici e finanziari dell'UE operano a sostegno dell'agenda di Lisbona. Tra questi, la politica di coesione mira a ridurre gli squilibri economici e sociali tra i paesi e le regioni dell'UE, utilizzando a tale scopo le risorse finanziarie (fondi strutturali) del budget comunitario (compreso l'FSE) per sostenere lo sviluppo economico e sociale delle regioni meno sviluppate.
Alla luce dell'esigenza di incrementare la competitività e l'occupazione in uno scenario di globalizzazione e invecchiamento della popolazione, la strategia europea per l'occupazione fornisce un quadro di coordinamento che aiuta gli Stati membri dell'UE a concordare obiettivi e priorità comuni nel campo dell'occupazione. Tali priorità comuni sono successivamente adottate negli orientamenti per l'occupazione e incorporate nei programmi nazionali di riforma approntati singolarmente dagli Stati membri. I fondi FSE sono assegnati dagli Stati membri sulla base dei loro programmi nazionali di riforma e quadri di riferimento strategici nazionali (QRSN), che fissano le priorità fondamentali di ciascuno Stato membro per l'impiego dei fondi strutturali che riceve.
L'agenda sociale europea riveste anch'essa un ruolo determinante nella definizione delle priorità di spesa dell'FSE. L'agenda sociale mira ad aggiornare il "modello sociale europeo" ammodernando i mercati del lavoro e i sistemi di protezione sociale, in modo che lavoratori e imprese possano trarre beneficio dalle opportunità create dalla concorrenza internazionale, dagli avanzamenti tecnologici e dal mutamento degli schemi della popolazione tutelando al contempo gli elementi più vulnerabili della società. Inoltre, le attuali iniziative dell'FSE si fondano anche sul concetto di "flessicurezza", che può essere definita come una strategia politica tesa a potenziare la flessibilità dei mercati occupazionali, dell'organizzazione e delle relazioni di lavoro da un lato e la sicurezza dell'occupazione e del reddito dall'altro. Il termine flessicurezza rappresenta un nuovo approccio all'occupazione che sostituisce il modello del “lavoro stabile” del passato con un nuovo concetto di "stabilità del lavoro" e incoraggia i lavoratori a prendere le redini del proprio percorso lavorativo tramite la formazione permanente, l'adattamento ai cambiamenti e la mobilità.

## L'FSE: definire la strategia
L'FSE è gestito tramite cicli di programmazione di durata settennale. La strategia e il budget del fondo sono negoziati tra gli Stati membri dell'UE, il Parlamento europeo e la Commissione europea. La strategia definisce gli obiettivi dei finanziamenti dell'FSE, condivisi in parte o totalmente con altri fondi strutturali. Gli obiettivi dell'attuale ciclo finanziario sono:
- Obiettivo Competitività regionale e occupazione: rafforzare la competitività regionale, l'occupazione e l'attrattiva degli investimenti.
- Obiettivo Convergenza: stimolare la crescita e l'occupazione nelle regioni meno sviluppate. A questo obiettivo è assegnato oltre l'80% della dotazione totale dell'FSE.

La strategia definisce inoltre ampi “assi prioritari”, ovvero le azioni necessarie per centrare gli obiettivi e ammissibili a ricevere finanziamenti.

## Come sono assegnati i fondi dell'FSE
Il livello dei finanziamenti dell'FSE varia da una regione all'altra a seconda della loro ricchezza relativa. Le regioni comunitarie sono suddivise in quattro categorie di regioni ammissibili sulla base del loro PIL regionale pro capite raffrontato alla media dell'UE (a 25 o 15 Stati membri) e ripartite tra i due obiettivi.
L'obiettivo Convergenza comprende:
- le regioni di convergenza, con un PIL pro capite inferiore al 75% della media dell'UE-25;
- le regioni “phasing-out”, con un PIL pro capite superiore al 75% della media UE ma inferiore al 75% della media dell'UE-15.

L'obiettivo Competitività regionale e occupazione comprende:
- le regioni “phasing-in”, con un PIL pro capite inferiore al 75% della media dell'UE-15 nel periodo 2000-2006, ma superiore nel periodo 2007-2013;
- le regioni di competitività e occupazione, ovvero tutte le altre regioni dell'UE.

Nelle regioni di convergenza, il cofinanziamento dei progetti da parte dell'FSE può raggiungere l'85% dei costi totali, mentre nelle regioni di competitività e occupazione è più comune un cofinanziamento del 50%. Nel caso delle regioni e degli Stati membri più ricchi, i fondi FSE completano le iniziative esistenti per l'occupazione a livello nazionale, laddove negli Stati membri meno ricchi i fondi FSE possono rappresentare la principale fonte di finanziamenti per le iniziative nel campo dell'occupazione.

## Come è attuato l'FSE
Sebbene la strategia sia definita a livello comunitario, l'attuazione dei fondi FSE è responsabilità degli Stati membri e delle regioni dell'UE. Una volta stabilita la strategia e stanziato il budget, viene adottato un approccio condiviso alla programmazione. I programmi operativi di durata settennale sono pianificati dagli Stati membri e dalle loro regioni congiuntamente alla Commissione europea e descrivono i campi di attività, geografici o tematici, che riceveranno i finanziamenti.
Gli Stati membri designano le autorità nazionali di gestione dell'FSE responsabili per la selezione dei progetti, per l'erogazione dei fondi e per la valutazione dei progressi e dei risultati dei progetti. Sono inoltre nominate delle autorità di certificazione e di audit per monitorare e assicurare la conformità delle spese al regolamento sull'FSE.

## Progetti FSE
L'attuazione pratica dell'FSE è conseguita tramite progetti candidati e condotti da un ampio ventaglio di organizzazioni pubbliche e private: enti locali, regionali e nazionali, istituti di istruzione e formazione, organizzazioni non governative (ONG) e settore volontario, ma anche parti sociali, come ad esempio sindacati e comitati aziendali, associazioni di imprenditori e professionisti e singole aziende.
I beneficiari dei progetti FSE sono vari: ad esempio, singoli lavoratori, gruppi di persone, settori industriali, sindacati, pubbliche amministrazioni o aziende. Uno dei gruppi target è costituito dalle fasce sociali vulnerabili che incontrano particolari difficoltà nel trovare o mantenere il proprio posto di lavoro, come i disoccupati di lunga durata e le donne. A titolo indicativo, si stima che oltre 9 milioni di individui appartenenti a tali categorie ricevano aiuto ogni anno tramite la partecipazione a progetti FSE.

## Il Fondo sociale europeo 2007-2013
Il ciclo di programmazione dell'FSE, dal 2007 al 2013, è all'insegna dello slogan "Investiamo nelle persone". Nel corso di questo periodo saranno investiti circa 75 miliardi di euro (attorno al 10% del budget comunitario) in progetti di promozione dell'occupazione. I finanziamenti saranno assegnati a sei specifici assi prioritari:
- Miglioramento del capitale umano (34% della dotazione totale)
- Miglioramento dell'accesso all'occupazione e alla sostenibilità (30%)
- Aumento dell'adattabilità di lavoratori e imprese, aziende e imprenditori (18%)
- Miglioramento dell'inclusione sociale per le persone sfavorite (14%)
- Consolidamento della capacità istituzionale a livello nazionale, regionale e locale (3%)
- Mobilitazione per le riforme nel campo dell'occupazione e dell'inclusione (1%)

In ciascuna regione, la distribuzione reale dei fondi varierà conformemente alle priorità locali e regionali. Tutte e sei le priorità sono applicabili sia all'obiettivo Convergenza sia all'obiettivo Competitività regionale e occupazione, ma le regioni di convergenza tendono a porre l'enfasi sul miglioramento del capitale umano.

## Il Fondo sociale europeo 2014-2020
Il periodo di programmazione dell'FSE, dal 2014 al 2020, ha come scopo il perfezionamento di strumenti operativi e gestionali per la realizzazione dell'agenda europea in tema di crescita ed occupazione. Nel corso di questo periodo saranno investiti circa 84 miliardi di euro in progetti di promozione dell'occupazione. I finanziamenti saranno utilizzati per il raggiungimento di quattro obiettivi tematici:
- promozione dell’occupazione e sostegno alla mobilità dei lavoratori;
- promozione dell’inclusione sociale e lotta contro la povertà;
- investimenti in istruzione, competenze e apprendimento permanente;
- miglioramento della capacità istituzionale e dell'efficienza dell'amministrazione pubblica.

Il Fondo sociale europeo per raggiungere gli obiettivi di cui sopra è stato potenziato soprattutto nelle seguenti aree di intervento:
- istituzione di una quota minima FSE nel bilancio assegnato a ciascuna categoria di regioni, quota più alta di quella precedente (circa il 25% per le regioni meno sviluppate; 40% per quelle “in transizione” e 52% per quelle più sviluppate);
- concentrazione del FSE su un numero limitato di obiettivi e di investimenti, in linea con le priorità della Strategia Europa 2020, in modo da incrementare i risultati di impatto e raggiungere una massa critica;
- riserva di almeno il 20% del FSE per azioni di inclusione sociale;
- maggiore enfasi sugli strumenti per combattere la disoccupazione giovanile, promuovere un invecchiamento attivo e sano, supportare i gruppi svantaggiati ed emarginati come quello dei Rom;
- maggiore supporto all'innovazione sociale, attraverso la sperimentazione e diffusione su vasta scala di soluzioni innovative che rispondano ai fabbisogni sociali e il supporto ad azioni di inclusione e di cooperazione transnazionale
- maggiore incoraggiamento alla partecipazione di reti sociali e partenariato civile nell'attuazione del FSE, attraverso strumenti di capacity building, promozione di strategie locali di sviluppo e semplificazione del sistema di gestione in particolare per i “piccoli” beneficiari;
- il FSE sarà anche utilizzato per garantire i prestiti concessi ad organismi degli Stati membri per finanziare misure comprese nei suoi obiettivi di intervento.